# Christina Fredenheim
Christina Elisabet Fredenheim, född Hebbe 1762, död 1841, svensk adelsdam, amatörmusiker, konsertsångerska och amatörskådespelare, ledamot av Kungliga Musikaliska Akademien. 

## Biografi
Christina Elisabeth Hebbe var dotter till kommerserådet och den förmögne handlaren i Stockholm Simon Bernhard Hebbe och Maria Ulrika von Bippen, dotter till Philip von Bippen. Hon ärvde 1808 Östanå slott.
Christina Fredenheim var känd som amatörskådespelare och sångerska och erkänd som talangfull artist. Hon ansågs vara en mycket bra sopran, men bristen på träning gjorde dock att hon ibland gjorde misstag vid sina uppträdanden. Hon uppträdde endast i sällskapslivet, och offentligt vid välgörenhetskonserter. Hon medverkade bland annat vid det svenska uruppförandet av Skapelsen av Haydn (1801), där hon sjöng Gabriel och Evas partier. År 1799 uppträdde hon i en konsert i Stockholm mot Margareta Alströmer, Kristofer Kristian Karsten och Marianne Ehrenström. År 1795 invaldes hon i Musikaliska Akademien. Hon var den andra kvinnliga amatörkonstnären som invalts, samma år som Margareta Alströmer och Anna Brita Wendelius. 
Hon var gift med Carl Fredrik Fredenheim, son till ärkebiskop Carl Fredrik Mennander. Deras yngste son Berndt Henric Fredenheim var konduktör vid Konglig Museum, men ogift. Äldste sonen Gustaf Carl Henrik Fredenheim var överstelöjtnant. Dennes dotter Elisabet Gustava Fredenheim var mor till statsminister Erik Gustaf Boström.